# Boiry-Notre-Dame
Pour les articles homonymes, voir Boiry et Notre-Dame.
Boiry-Notre-Dame est une commune française située dans le département du Pas-de-Calais en région Hauts-de-France. Ses habitants sont appelés les Boirysiens. La commune est membre de la communauté de communes Osartis Marquion.

## Géographie

### Localisation
Localisée dans le sud-est du département du Pas-de-Calais, Boiry-Notre-Dame se situe à 11 kilomètres au sud-ouest de Brebières et à 14 kilomètres à l'est d'Arras (chef-lieu d'arrondissement et préfecture du Pas-de-Calais),.
Le territoire de la commune est limitrophe de ceux de six communes.
Les communes limitrophes sont Hamblain-les-Prés, Monchy-le-Preux, Pelves, Rémy, Sailly-en-Ostrevent et Vis-en-Artois.

### Géologie et relief
La superficie de la commune est de 6,11 km2 ; son altitude varie de 43  à   95 mètres.

### Hydrographie
Le territoire de la commune est situé dans le bassin Artois-Picardie. Il n'est drainé par aucun cours d'eau,.

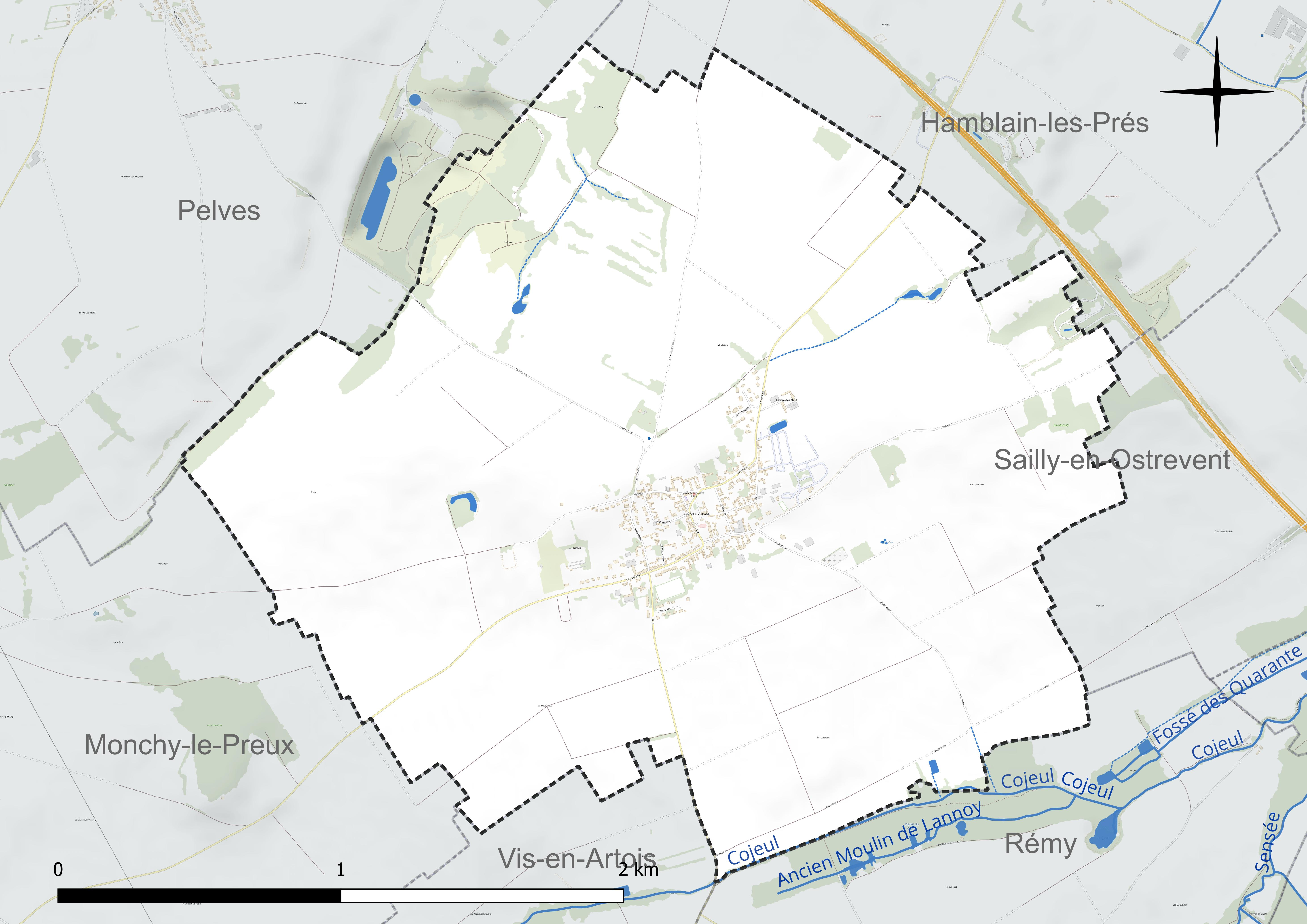
Réseau hydrographique de Boiry-Notre-Dame.

### Climat
Pour des articles plus généraux, voir Climat des Hauts-de-France et Climat du Pas-de-Calais.
En 2010, le climat de la commune est de type climat océanique dégradé des plaines du Centre et du Nord, selon une étude du CNRS s'appuyant sur une série de données couvrant la période 1971-2000. En 2020, Météo-France publie une typologie des climats de la France métropolitaine dans laquelle la commune est exposée à un climat océanique et est dans la région climatique Nord-est du bassin Parisien, caractérisée par un ensoleillement médiocre, une pluviométrie moyenne régulièrement répartie au cours de l'année et un hiver froid (3 °C).
Pour la période 1971-2000, la température annuelle moyenne est de 10,2 °C, avec une amplitude thermique annuelle de 14,8 °C. Le cumul annuel moyen de précipitations est de 713 mm, avec 11,3 jours de précipitations en janvier et 9 jours en juillet. Pour la période 1991-2020, la température moyenne annuelle observée sur la station météorologique la plus proche, située sur la commune de Wancourt à 6 km à vol d'oiseau, est de 10,8 °C et le cumul annuel moyen de précipitations est de 711,4 mm,. Pour l'avenir, les paramètres climatiques de la commune estimés pour 2050 selon différents scénarios d'émission de gaz à effet de serre sont consultables sur un site dédié publié par Météo-France en novembre 2022.

### Milieux naturels et biodiversité

#### Zone naturelle d'intérêt écologique, faunistique et floristique
L'inventaire des zones naturelles d'intérêt écologique, faunistique et floristique (ZNIEFF) a pour objectif de réaliser une couverture des zones les plus intéressantes sur le plan écologique, essentiellement dans la perspective d'améliorer la connaissance du patrimoine naturel national et de fournir aux différents décideurs un outil d'aide à la prise en compte de l'environnement dans l'aménagement du territoire.
Le territoire communal comprend une ZNIEFF de type 2 : le complexe écologique de la vallée de la Sensée. Cette ZNIEFF de la vallée de la Sensée s'étend sur plus de 20 km depuis les communes de Remy et Haucourt jusqu'à la confluence de la rivière canalisée avec l'Escaut. Elle forme une longue dépression à fond tourbeux, creusée entre des plateaux aux larges ondulations ; Ostrevent au Nord, bas-Artois au Sud et Cambrésis à l'Est.

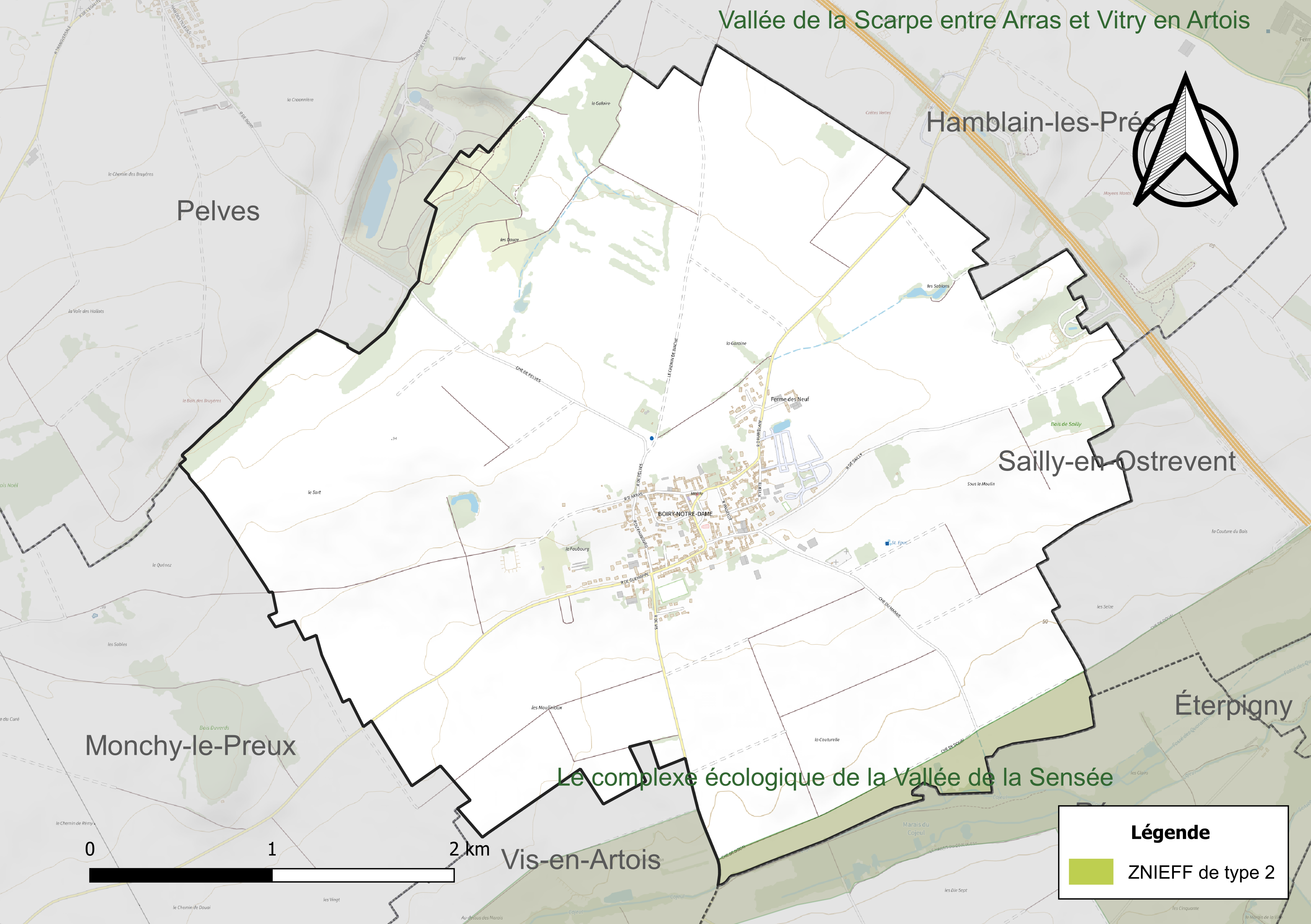
Carte de la ZNIEFF sur la commune.

## Urbanisme

### Typologie
Au 1er janvier 2024, Boiry-Notre-Dame est catégorisée commune rurale à habitat dispersé, selon la nouvelle grille communale de densité à sept niveaux définie par l'Insee en 2022.
Elle est située hors unité urbaine. Par ailleurs la commune fait partie de l'aire d'attraction d'Arras, dont elle est une commune de la couronne,. Cette aire, qui regroupe 163 communes, est catégorisée dans les aires de 50 000 à moins de 200 000 habitants,.

### Occupation des sols
L'occupation des sols de la commune, telle qu'elle ressort de la base de données européenne d'occupation biophysique des sols Corine Land Cover (CLC), est marquée par l'importance des territoires agricoles (93,7 % en 2018), une proportion sensiblement équivalente à celle de 1990 (93,9 %). La répartition détaillée en 2018 est la suivante : 
terres arables (86 %), zones agricoles hétérogènes (7,7 %), zones urbanisées (5 %), mines, décharges et chantiers (1 %), forêts (0,4 %). L'évolution de l'occupation des sols de la commune et de ses infrastructures peut être observée sur les différentes représentations cartographiques du territoire : la carte de Cassini (XVIIIe siècle), la carte d'état-major (1820-1866) et les cartes ou photos aériennes de l'IGN pour la période actuelle (1950 à aujourd'hui).

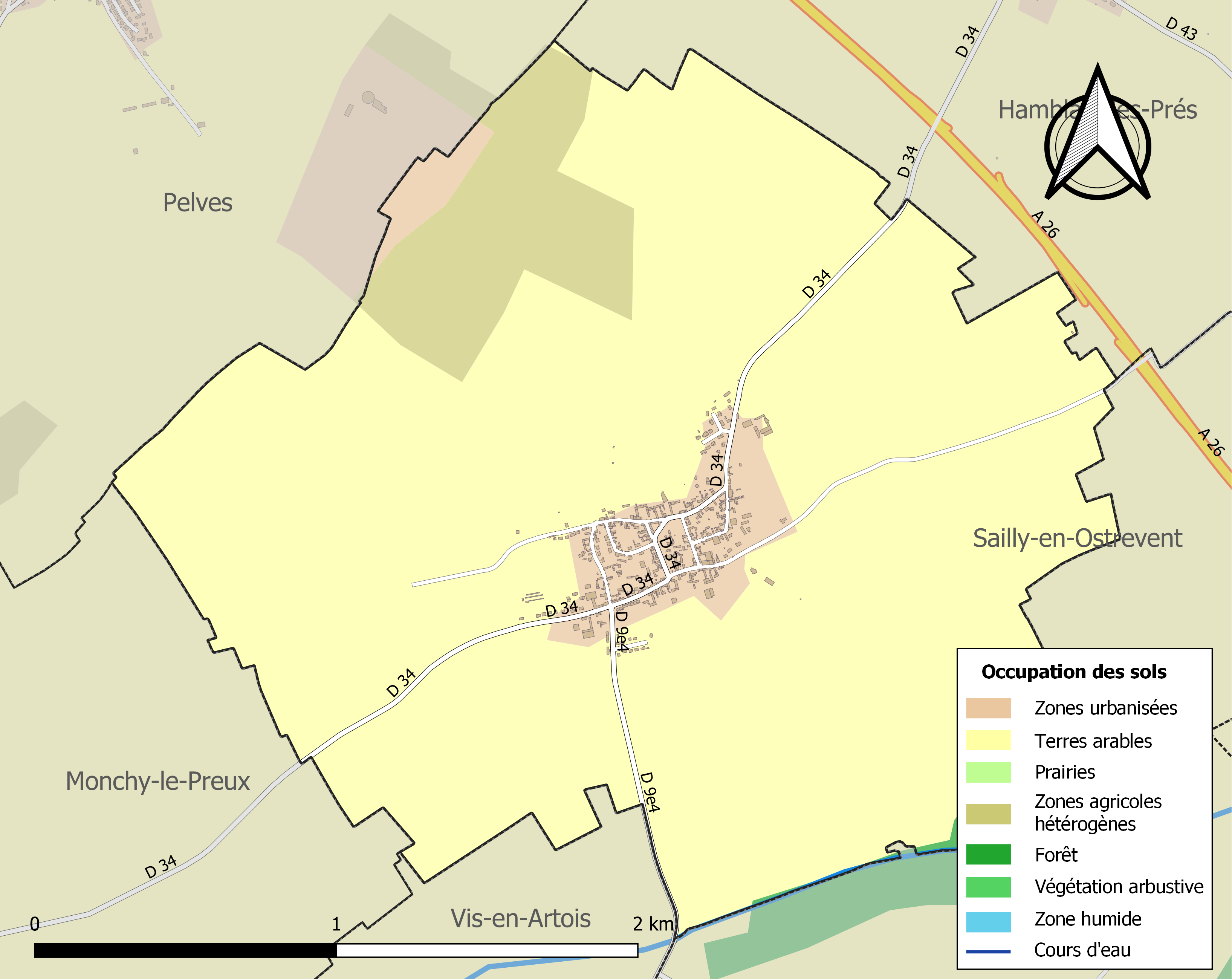
Carte des infrastructures et de l'occupation des sols de la commune en 2018 (CLC).

### Voies de communication et transports

#### Voies de communication
La commune est desservie par les routes départementales D 9e4, D 34 et est limitrophe, à l'est, de l'autoroute A26 reliant Calais à Troyes et à 7 km de la sortie no 15 de l'autoroute A1 reliant Paris à Lille.

#### Transport ferroviaire
La commune se trouve à 13 km de la gare d'Arras, située sur la ligne de Paris-Nord à Lille, desservie par des TGV inOui et des trains régionaux du réseau TER Hauts-de-France.

## Toponymie
Le nom de la localité est attesté sous les formes Bairi (1219), Bairi versus monchiacum petrosum (1270), Bairy (1295), Bairy-Notre-Dame (XVe siècle), Boiry-Notre-Dame (1613), Boiry Notre Dame (1793) et Boiry-Notre-Dame depuis 1801.

C'est un toponyme avec le sens de petit ruisseau, canal (germanique baki > bec), et par extension « moulin à eau ».
Notre-Dame (le vocable désigne la Vierge Marie, c'est le féminin de « Notre-Seigneur », nom donné à Jésus-Christ.

## Histoire
La commune est décorée de la croix de guerre 1914-1918 par décret du 23 septembre 1920, distinction également attribuée à 276 autres communes du Pas-de-Calais.

## Politique et administration

### Découpage territorial
La commune se trouve dans l'arrondissement d'Arras du département du Pas-de-Calais.

#### Commune et intercommunalités
La commune est membre de la communauté de communes Osartis Marquion qui regroupe 49 communes et totalise 42 651 habitants en 2021.

#### Circonscriptions administratives
La commune est rattachée au canton de Brebières.

#### Circonscriptions électorales
Pour l'élection des députés, la commune fait partie de la première circonscription du Pas-de-Calais.

### Élections municipales et communautaires

#### Liste des maires
| Période                                  | Période                      | Identité        | Étiquette | Qualité         |
| ---------------------------------------- | ---------------------------- | --------------- | --------- | --------------- |
| Les données manquantes sont à compléter. |                              |                 |           |                 |
| mars 2001                                | 2014                         | Jacques Legris  |           |                 |
| 2014,                                    | 2020                         | Fernand Crocfer |           |                 |
| 26 mai 2020                              | En cours (au 1 février 2022) | Daniel Martiné  |           | Ancien employé, |

## Équipements et services publics

### Justice, sécurité, secours et défense
La commune dépend du tribunal judiciaire d'Arras, du conseil de prud'hommes d'Arras, de la cour d'appel de Douai, du tribunal de commerce d'Arras, du tribunal administratif de Lille, de la cour administrative d'appel de Douai et du tribunal pour enfants d'Arras.

## Population et société

### Démographie
Les habitants de la commune sont appelés les Boirysiens.

#### Évolution démographique
L'évolution du nombre d'habitants est connue à travers les recensements de la population effectués dans la commune depuis 1793. Pour les communes de moins de 10 000 habitants, une enquête de recensement portant sur toute la population est réalisée tous les cinq ans, les populations de référence des années intermédiaires étant quant à elles estimées par interpolation ou extrapolation. Pour la commune, le premier recensement exhaustif entrant dans le cadre du nouveau dispositif a été réalisé en 2008.

En 2022, la commune comptait 443 habitants, en évolution de −3,28 % par rapport à 2016 (Pas-de-Calais : −0,72 %, France hors Mayotte : +2,11 %).
| 1793 | 1800 | 1806 | 1821 | 1831 | 1836 | 1841 | 1846 | 1851 |
| ---- | ---- | ---- | ---- | ---- | ---- | ---- | ---- | ---- |
| 468  | 530  | 550  | 594  | 625  | 609  | 630  | 648  | 622  |

| 1856 | 1861 | 1866 | 1872 | 1876 | 1881 | 1886 | 1891 | 1896 |
| ---- | ---- | ---- | ---- | ---- | ---- | ---- | ---- | ---- |
| 609  | 591  | 600  | 621  | 622  | 652  | 641  | 614  | 623  |

| 1901 | 1906 | 1911 | 1921 | 1926 | 1931 | 1936 | 1946 | 1954 |
| ---- | ---- | ---- | ---- | ---- | ---- | ---- | ---- | ---- |
| 605  | 600  | 553  | 377  | 422  | 416  | 404  | 390  | 380  |

| 1962 | 1968 | 1975 | 1982 | 1990 | 1999 | 2006 | 2008 | 2013 |
| ---- | ---- | ---- | ---- | ---- | ---- | ---- | ---- | ---- |
| 404  | 389  | 370  | 408  | 430  | 418  | 434  | 438  | 465  |

| 2018 | 2022 | - | - | - | - | - | - | - |
| ---- | ---- | - | - | - | - | - | - | - |
| 449  | 443  | - | - | - | - | - | - | - |

#### Pyramide des âges
En 2018, le taux de personnes d'un âge inférieur à 30 ans s'élève à 32,3 %, soit en dessous de la moyenne départementale (36,7 %). À l'inverse, le taux de personnes d'âge supérieur à 60 ans est de 28,9 % la même année, alors qu'il est de 24,9 % au niveau départemental.
En 2018, la commune comptait 217 hommes pour 232 femmes, soit un taux de 51,67 % de femmes, légèrement supérieur au taux départemental (51,5 %).
Les pyramides des âges de la commune et du département s'établissent comme suit.
| Hommes | Classe d’âge | Femmes |
| ------ | ------------ | ------ |
| 0,0    | 90 ou +      | 1,7    |
| 3,2    | 75-89 ans    | 8,6    |
| 22,1   | 60-74 ans    | 22,0   |
| 21,7   | 45-59 ans    | 20,7   |
| 18,9   | 30-44 ans    | 16,4   |
| 21,7   | 15-29 ans    | 15,5   |
| 12,4   | 0-14 ans     | 15,1   |

| Hommes | Classe d’âge | Femmes |
| ------ | ------------ | ------ |
| 0,5    | 90 ou +      | 1,6    |
| 5,6    | 75-89 ans    | 8,9    |
| 16,7   | 60-74 ans    | 18,1   |
| 20,2   | 45-59 ans    | 19,2   |
| 18,9   | 30-44 ans    | 18,1   |
| 18,2   | 15-29 ans    | 16,2   |
| 19,9   | 0-14 ans     | 17,9   |

## Culture locale et patrimoine

### Lieux et monuments
- L'église Saint-Vaast.
- Le monument aux morts[35].

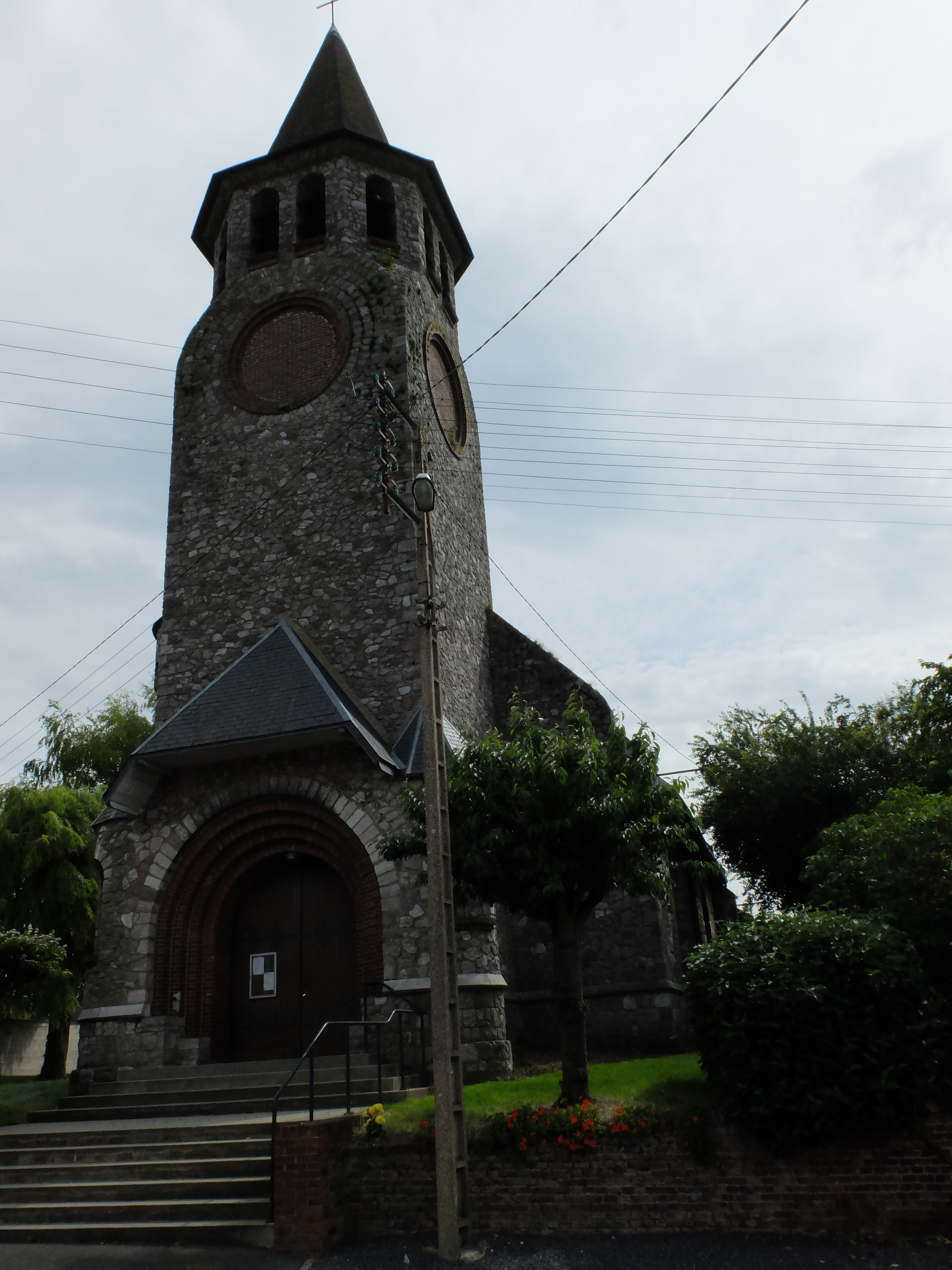
L'église.
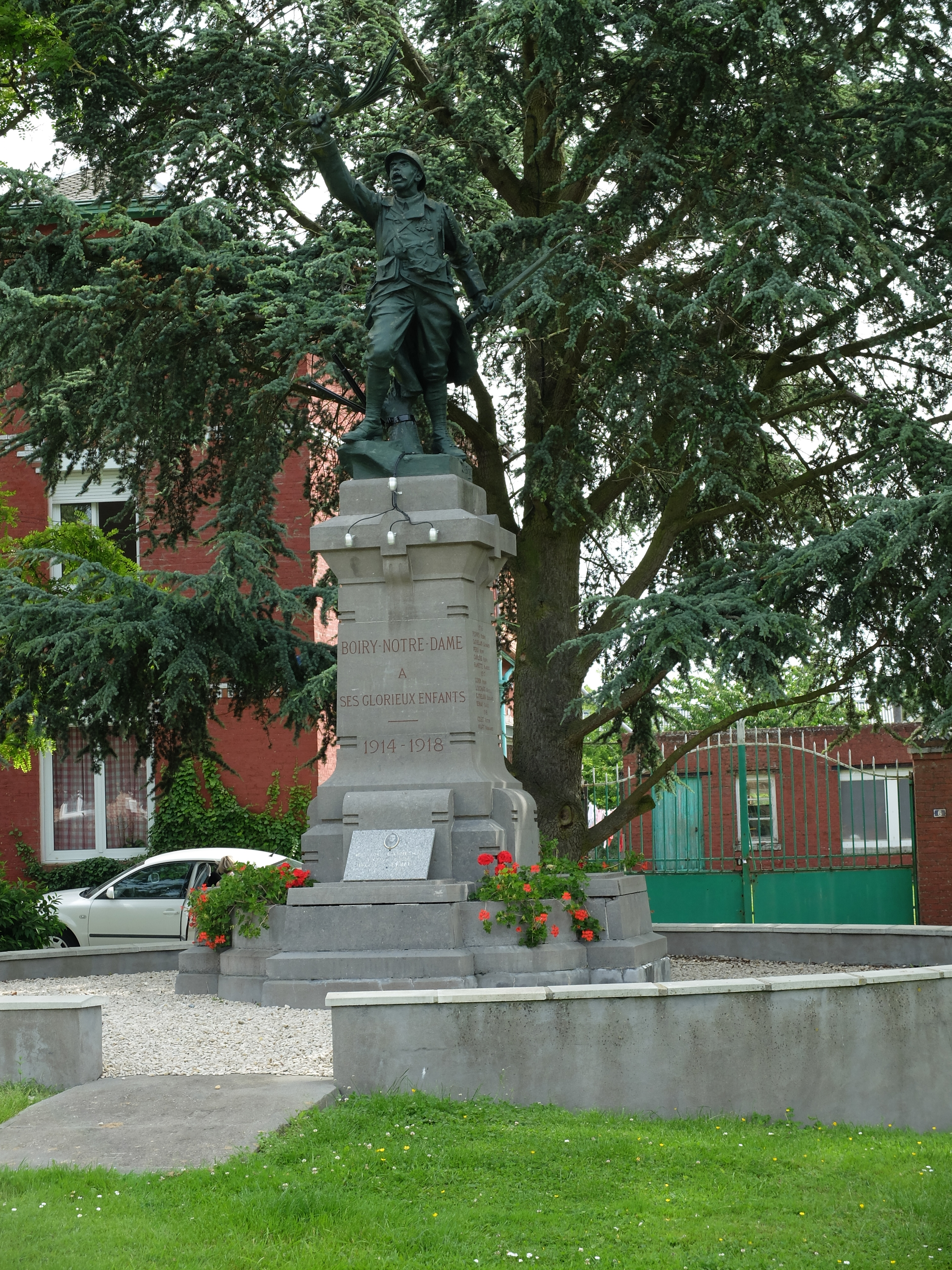
Le monument aux morts.

### Héraldique
| Blason de Boiry-Notre-Dame | Blason  | D'or à trois lions d'azur, armés et lampassés de gueules ; au chef de gueules chargé d'une Notre-Dame-de-Grâce de carnation à mi-corps, tenant l'Enfant Jésus de carnation, couronné d'or, le tout vêtu de gueules et d'azur. Ornements extérieursCroix de guerre 1914-1918 |
| Blason de Boiry-Notre-Dame | Détails | Le statut officiel du blason reste à déterminer. |

## Pour approfondir